# Хамамацу
Хамама́цу (яп. 浜松市 Хамамацу-си, «Сосновый берег») — город в Японии в префектуре Сидзуока на острове Хонсю. С 2007 года имеет статус города, определённого указом правительства.

## Географическое положение
Хамамацу лежит на побережье Тихого Океана. Территория города ограничена на востоке рекой Тэнрю (Небесный дракон), на юге — Тихим океаном, на западе — озером Хамана, а на севере отрогами гор Акаиси. Неподалёку от города находится одна из самых больших песчаных дюн Японии.

## История
Город был официально основан 1 июля 1911 года. Но замок Хамамацу был построен ещё в 1570 году и являлся военным и политическим центром. Площадь города составляет 1558,04 км², население — 791 458 человек (1 августа 2014), плотность населения — 507,98 чел./км².
Новая и новейшая история города базируется на следующих исторических событиях:
- 1871 — Хамамацу становится административным центром одноимённой префектуры
- 1876 — упразднение префектуры Хамамацу и её вход в префектуру Сидзуока.
- 1911 — основание города
- 1912 — железнодорожная компания Хамамацу создаёт свою фабрику и начинает производство
- 1945 — во время бомбардировок город сильно пострадал от пожаров
- 1964 — ко времени проведения Олимпийских игр в Токио открывается вокзал для поездов дальнего следования
- 2005 — в город входят 11 окрестных сёл и посёлков

## Достопримечательности и культура
В рекламных проспектах и туристических путеводителях Хамамацу позиционируется как «город музыки». Среди основных достопримечательностей:
- обсерватория — единственный небоскрёб Хамамацу является символом города. Его дизайн похож на губную гармонику.
- памятник Шопену — копия знаменитого памятника Шопену известного скульптора, оригинал которой находится в городе-побратиме Хамамацу — Варшаве.
- замок Хамамацу. Замок расположен в южной части города на высоком холме. В замке есть небольшой исторический музей с миниатюрной моделью города 400-летней давности. Вокруг замка разбит живописный японский сад.
- парк цветов Хамамацу
- парк фруктов Хамамацу
- Музей музыкальных инструментов (крупнейший в Японии[4]).

С 1991 г. в городе проводится Международный конкурс пианистов.
Ежегодно с 3 по 5 мая проходит фестиваль Хамамацу-мацури. Фестиваль проводится уже более 430 лет, его впервые провел владелец замка Хамамацу в честь рождения своего первого сына. Фестиваль состоит из трех основных частей:
Запуск змея
Состязание почти 150 городских районов по запуску воздушных змеев. Сделанные вручную из традиционно японских материалов: бамбука и бумаги змеи, достигающие до 10 м² и удерживаемые 10 мужчинами на сильном ветру, запускаются вблизи большой песчаной дюны в небо под удары барабана.
Городские праздники
Каждый вечер, преимущественно молодежью, проводится целый ряд больших и маленьких вечеринок, посвященных различным поводам в течение прошедшего года: рождению детей, основанию новых предприятий и т. п.
Праздничное шествие
В последний вечер праздника городские районы презентуют себя во время большого парада. Одетые в праздничную одежду жители каждого городского района проходят под звуки барабанов и труб по старой части города. Центром такой группы является богато украшенный деревянными резными украшениями и золотыми занавесями автомобиль, напоминающий передвижной храм, изготовление такого автомобиля может стоить несколько сотен тысяч евро.
На берегу озера Хамана находится курорт на горячих источниках.

## Промышленность и торговля
Хамамацу — важный индустриальный центр с развитой промышленностью.
Город занимает первое место в стране по производству музыкальных инструментов.
Хамамацу — место нахождения крупных автомобильных и мотоциклетных предприятий (Roland Corporation, Yamaha, Honda, Suzuki, Kawai).
Развита также текстильная, химическая и пищевая промышленность.
На озере Хаманако разводится угорь.

## Транспорт
- железнодорожное сообщение
- автомобильное сообщение

## Спорт
В Хамамацу находится спортивный комплекс вместимостью 8000 человек «Хамамацу Арена».

## Город музыки
Наряду с официальным названием Хамамацу часто называют городом музыки. Kроме предприятий Kawai, Yamaha и Roland, производящих пианино, рояли и синтезаторы, город имеет известную высшую школу музыки, знаменитый оркестр с собственным концертным залом, а также обширную коллекцию музыкальных инструментов разных эпох, находящуюся в местном музее музыки.

## Города-побратимы
- Рочестер (Нью-Йорк), США
- Портервилл, штат Калифорния, США
- Камас, штат Вашингтон, США
- Чехалис, шт. Вашингтон, США
- Варшава, Польша
- Сан-Ремо, Италия
- Бандунг, Индонезия